# Lasiostictella bambusae
Lasiostictella bambusae är en svampart som beskrevs av Sherwood 1986. Lasiostictella bambusae ingår i släktet Lasiostictella, ordningen Rhytismatales, klassen Leotiomycetes, divisionen sporsäcksvampar och riket svampar.   Inga underarter finns listade i Catalogue of Life.